# Prestranek
Prestranek je naselje u slovenskoj Općini Postojni. Prestranek se nalazi u pokrajini Notranjskoj i statističkoj regiji Notranjsko-kraškoj. 

## Stanovništvo
Prema popisu stanovništva iz 2002. godine naselje je imalo 724 stanovnika.